# Bruce Paltrow
Pour les articles homonymes, voir Paltrow.
Bruce Paltrow, né le 10 novembre 1943 à Brooklyn, New York, (États-Unis) et mort le 3 octobre 2002 à Rome, (Italie), est un réalisateur, producteur et scénariste américain. Il est le père de Gwyneth et Jake Paltrow.

## Biographie
Bruce Weigert Paltrow est né à Brooklyn, New York, fils de Dorothy (née Weigert) et Arnold Paltrow. Il a étudié à l'université Tulane à La Nouvelle-Orléans. À la fin des années 1960, il commence à diriger des pièces de théâtre à New York, où il a rencontré l'actrice Blythe Danner avec qui il s'est marié le 14 décembre 1969.
Il était le producteur de plusieurs séries télévisées. Sa dernière production était le film Duos d'un jour (Duets), mettant en scène sa fille, Gwyneth Paltrow.
Bruce Paltrow est mort le 3 octobre 2002, en vacances à Rome où il célébrait le 30e anniversaire de sa fille. Il avait 58 ans. Il avait souffert du cancer de la bouche pendant plusieurs années et sa mort était due aux raisons des complications du cancer et d'une pneumonie.
Le chanteur du groupe Coldplay, Chris Martin a épousé sa fille Gwyneth Paltrow en 2003. L'album du groupe X&Y, sorti en 2005 contient une dédicace à Bruce Paltrow.

## Filmographie

### Réalisateur
- 1982 : A Little Sex
- 2000 : Duos d'un jour (Duets)

### Producteur
- 1973 : Shirts/Skins, (TV)
- 1978 : Big City Boys, (TV)
- 1978 : Operating Room, (TV)

### Scénariste
- 1973 : Shirts/Skins, (TV)
- 1977 : You're Gonna Love It Here, (TV)
- 1978 : Operating Room, (TV)
- 1978-1981 : The White Shadow, (série télévisée)
- 1985-1988 : Hôpital St Elsewhere, (série télévisée)
- 1988 : Tattingers, (série télévisée)
- 1992 : Home Fires, (série télévisée)
- 1993 : New Year, (TV)